# Anthemius
Procopius Anthemius (n. cca 420, Constantinopol, Imperiul Roman – d. 11 iulie 472, Roma) a fost un împărat al Imperiului Roman de Apus din 467 până la moartea sa.  